# Pseudoamallothrix obtusifrons
Pseudoamallothrix obtusifrons is een eenoogkreeftjessoort uit de familie van de Scolecitrichidae. De wetenschappelijke naam van de soort werd in 1905 voor het eerst geldig gepubliceerd door Georg Ossian Sars.